# Том Клеверли
Томас Вилијам Клеверли (енгл. Thomas William Cleverley; Бејзингстоук, 12. август 1989) бивши је енглески фудбалер који је играо на позицији везног играча. Тренутно ради као тренер Вотфорда.
Наступао је за селекцију Велике Британије на Олимпијским играма 2012, а касније те исте године је дебитовао и за репрезентацију Енглеске.

## Трофеји
Лестер
- Прва лига Енглеске (1) : 2008/09.

Манчестер јунајтед
- Премијер лига (1) : 2012/13.
- ФА Комјунити шилд (2) : 2011, 2013.